# Paula Moltzan
Paula Moltzan (* 7. April 1994 in Minneapolis, Minnesota) ist eine US-amerikanische Skirennläuferin. Sie ist auf die technischen Disziplinen Riesenslalom und Slalom spezialisiert. Ihr bisher größter Erfolg ist der Weltmeistertitel im Mannschaftswettbewerb 2023.

## Biografie
Paula Moltzan stammt aus Lakeville im Bundesstaat Minnesota, wo sie am Buck Hill früh das Skifahren erlernte.
Im Alter von 16 Jahren zog Moltzan mit ihrem Vater nach Vail, Colorado, und wurde Mitglied im dortigen Skiverband. Im folgenden Jahr wurde sie ins US-Skiteam aufgenommen. Nachdem sie bereits mit 15 Jahren im Nor-Am Cup debütiert hatte, gelang es ihr, sich in den Folgewintern nach und nach zu steigern. Die Saison 2014/15 beendete sie nach drei Siegen auf dem dritten Gesamtrang. In der Slalomwertung belegte sie den zweiten Platz. Im März desselben Jahres sicherte sie sich bei den Juniorenweltmeisterschaften in Hafjell die Slalom-Goldmedaille.
Ihr Weltcup-Debüt gab Moltzan am 25. November 2012 im Slalom von Aspen. Danach startete sie mehr oder weniger regelmäßig in Weltcup-Slaloms, konnte sich aber lange nicht für den zweiten Durchgang qualifizieren. Ihr bestes Resultat auf diesem Niveau erzielte sie ausgerechnet bei den Weltmeisterschaftenen 2015 in Vail/Beaver Creek 2015, wo sie im Slalom Rang 20 belegte. Ihre ersten Weltcuppunkte gewann sie am 12. Jänner 2016 mit Platz 25 im Slalom von Flachau. Nach zwei Wintern mit sporadischen Weltcup-Einsätzen gelang ihr in der Saison 2018/19 ein kleiner Durchbruch, als sie in den Slaloms von Killington, Courchevel und Flachau die Ränge 17, 15 und 12 belegte. Die erste Top-10-Platzierung in einem Weltcuprennen gelang ihr am 17. Oktober 2020 im Riesenslalom von Sölden. Gut fünf Wochen später drang sie beim Parallelriesenslalom von Zürs überraschend bis ins große Finale vor und unterlag erst dort der Weltcup-Führenden Petra Vlhová. Bei den Weltmeisterschaften im darauf folgenden Jahr erreichte sie Platz vier.
Ende Dezember 2022 gelang ihr als Zweiter am Semmering beim 80. Weltcupsieg ihrer Teamkollegin Mikaela Shiffrin der erste Podestplatz in ihrer Spezialdisziplin. Bei den Weltmeisterschaften 2023 in Méribel gewann sie an der Seite von Tommy Ford, Nina O’Brien und River Radamus die Goldmedaille im Mannschaftswettbewerb. Ihre erste Podestplatzierung in einem Weltcup-Riesenslalom folgte am 21. Januar 2025 am Kronplatz. Bei den Weltmeisterschaften in Saalbach gewann sie die Bronzemedaille im Riesenslalom, im Slalom verpasste sie einen weiteren Medaillengewinn um gerade einmal zwei Hundertstelsekunden.

## Erfolge

### Olympische Spiele
- Peking 2022: 4. Mannschaftswettbewerb, 8. Slalom, 12. Riesenslalom

### Weltmeisterschaften
- Vail/Beaver Creek 2015: 20. Slalom
- Åre 2019: 18. Slalom
- Cortina d’Ampezzo 2021: 4. Parallelrennen
- Méribel 2023: 1. Mannschaftswettbewerb
- Saalbach-Hinterglemm 2025: 3. Riesenslalom, 4. Slalom, 4. Mannschaftswettbewerb, 4. Team-Kombination

### Weltcup
- 37 Platzierungen unter den besten zehn, davon 5 Podestplätze

### Weltcupwertungen
| Saison  | Gesamt | Gesamt | Riesenslalom | Riesenslalom | Slalom | Slalom | Parallel | Parallel |
| Saison  | Platz  | Punkte | Platz        | Punkte       | Platz  | Punkte | Platz    | Punkte   |
| ------- | ------ | ------ | ------------ | ------------ | ------ | ------ | -------- | -------- |
| 2015/16 | 118.   | 6      | –            | –            | 54.    | 6      | –        | –        |
| 2018/19 | 70.    | 67     | –            | –            | 27.    | 67     | –        | –        |
| 2019/20 | 102.   | 19     | –            | –            | 37.    | 19     | –        | –        |
| 2020/21 | 21.    | 303    | 27.          | 38           | 11.    | 185    | 2.       | 80       |
| 2021/22 | 39.    | 223    | 22.          | 101          | 19.    | 122    | –        | –        |
| 2022/23 | 15.    | 506    | 11.          | 209          | 7.     | 297    | –        | –        |
| 2023/24 | 17.    | 473    | 11.          | 236          | 12.    | 237    | –        | –        |

### Nor-Am Cup
- Saison 2012/13: 8. Gesamtwertung, 5. Kombinationswertung, 8. Riesenslalomwertung, 8. Slalomwertung
- Saison 2013/14: 8. Riesenslalomwertung, 10. Slalomwertung
- Saison 2014/15: 3. Gesamtwertung, 2. Slalomwertung, 4. Kombinationswertung, 10. Super-G-Wertung
- Saison 2015/16: 7. Riesenslalomwertung
- Saison 2016/17: 7. Gesamtwertung, 4. Slalomwertung, 6. Riesenslalomwertung
- Saison 2017/18: 4. Slalomwertung
- 22 Podestplätze, davon 8 Siege:

| Datum             | Ort            | Land   | Disziplin    |
| ----------------- | -------------- | ------ | ------------ |
| 18. Dezember 2013 | Vail           | USA    | Slalom       |
| 22. Februar 2015  | Calgary        | Kanada | Slalom       |
| 22. März 2015     | Burke Mountain | USA    | Slalom       |
| 23. März 2015     | Burke Mountain | USA    | Slalom       |
| 5. Februar 2016   | Mont Garceau   | Kanada | Riesenslalom |
| 2. Januar 2017    | Burke Mountain | USA    | Riesenslalom |
| 4. Januar 2017    | Burke Mountain | USA    | Slalom       |
| 13. März 2018     | Kimberley      | Kanada | Slalom       |

### Europacup
- 2 Podestplätze, davon 1 Sieg:

| Datum             | Ort     | Land    | Disziplin |
| ----------------- | ------- | ------- | --------- |
| 16. Dezember 2022 | Ahrntal | Italien | Slalom    |

### Juniorenweltmeisterschaften
- Québec 2013: 44. Riesenslalom
- Jasná 2014: 4. Slalom, 6. Riesenslalom
- Hafjell 2015: 1. Slalom, 23. Super-Kombination, 32. Super-G, 37. Abfahrt

### Weitere Erfolge
- US-Vizemeisterin in Riesenslalom und Slalom 2015
- US-Jugend-Vizemeisterin im Super-G 2013
- 1 Sieg im Australia New Zealand Cup
- 20 Siege in FIS-Rennen